# Euchomenella indica
Euchomenella indica es una especie de mantis de la familia Mantidae.

## Distribución geográfica
Se encuentra en Kerala (India).